# Anders Hejlsberg
Anders Hejlsberg, né le 2 décembre 1960, est un programmeur danois. En 1980, il commence à écrire des programmes pour le micro-ordinateur Nascom (en) durant sa scolarité à l'université technique du Danemark d'où il sortit non diplômé ; il a en particulier écrit un compilateur Pascal qui a été vendu sous le nom de Blue Label Pascal compiler pour le Nascom-2. Il l'a rapidement réécrit pour CP/M et MS-DOS, et distribué sous le nom de Compass Pascal puis de Poly Pascal. Après avoir été acquis par Borland, il est distribué sous le nom Turbo Pascal.
Le rachat par Borland de son logiciel amène Hejlsberg à être l'un des fondateurs de la société Borland dans laquelle il reste jusqu'en 1996. Il continue le développement du Turbo Pascal et devient chef de projet lors de l'élaboration du langage Delphi, successeur du Turbo Pascal.
En 1996, il quitte Borland pour rejoindre Microsoft où il travaille sur le langage J++ et les Windows Foundation Classes. Il sera un acteur principal de la conception du Framework .NET.
Il travaille aujourd'hui chez Microsoft  comme un chef de projet et architecte logiciel du projet C#, ainsi que du projet TypeScript.

### Interviews
- (en) Interview du .NET Developer's Journal, Vol 1 issue 1. (version archivée par Internet Archive)